# تاد ريتشاردز
تاد ريتشاردز (بالإنجليزية: Tad Richards)‏ (31 مارس 1940)؛ روائي أمريكي.